# Gandaki (zona)
Gandaki (em nepali: बागमती अञ्चल; transl. Gandaki Añcal) é uma zona do Nepal. Está inserida na região do  Oeste, e é cruzada pelo rio de mesmo nome. Tem uma população de 1 487 954 habitantes e uma área de 12 275 km². Sua capital é a cidade de Pokhara.

## Distritos
A zona de Gandaki está dividida em seis distritos:
- Gorkha
- Kaski
- Lamjung
- Manang
- Syangja
- Tanahu